# Perugia C5
El Perugia Calcio a 5 es un equipo italiano de fútbol sala de la ciudad de Perugia. Fue fundado en 1996 y refundado en 2012. Actualmente compite en la Serie B de la Divisione Calcio a 5.

## Plantilla 2007/2008
|   | Nac.   | Nombre                               | Sobrenombre   | Ruolo     |
| - | ------ | ------------------------------------ | ------------- | --------- |
| x | Italia | Marco Maresca                        | MARESCA       | Portero   |
| x | Italia | Federico Finocchi                    | FINOCCHI      | Portero   |
| x | Italia | Simone Pierini                       | PIERINI       | Portero   |
| x | Italia | Stefano Falcioni                     | FALCIONI      | Ala       |
| x | Brasil | Bruno Octavio Rossa                  | ROSSA         | Cierre    |
| x | Italia | Douglas Arnaldo Perassolli Gonçalves | PERASSOLLI    | Universal |
| x | Italia | Stefano Formisano                    | FORMISANO     | Ala       |
| x | Brasil | Rafael Paulo Glaeser                 | GLAESER       | Pivot     |
| x | Italia | Paolo Luciani                        | LUCIANI       | Ala       |
| x | Brasil | Marcio Roberto Grana                 | MAZINHO GRANA | Ala       |
| x | Italia | Franceso Bonanno                     | BONANNO       | Universal |
| x | Brasil | Tiago De Camargo                     | DE CAMARGO    | Cierre    |

Entrenador:  Raoul Albani

## Palmarés
- Serie A: 1

2004-2005
- Supercopa italiana: 1

2005
- Copa Italia de Serie A2: 1

2001-2002
- Copa Italia de Serie B: 1

1999-2000
- Copa Italia de Serie C1: 1

2013-2014
- Serie A2: 1

2001-2002 (girone A)
- Serie B: 1

2000-2001 (girone C)
- Serie C1: 1

2013-2014
- Coppa Italia regional: 2

1997-1998, 2013-2014